# Roper (rzeka)
Roper – rzeka w Australii długości 400 km, płynie przez Terytorium Północne z zachodu na wschód przez Ziemię Arnhema. Przecina trudno dostępny podmokły teren, uchodzi do Zatoki Karpentaria. W dorzeczu znajdują się rezerwaty Aborygenów australijskich.